# 2002 AA29
2002 AA29是一顆近地小行星，於2002年1月9日由麗妮兒小組發現。該天體的公轉軌道與地球接近，並以「馬蹄形軌道」形式公轉，每95年會被地球超越一圈。2003年1月8日，該天體距離地球達5900萬公里，這個大沖將是近一世紀最接近的一次。據推算它可能在公元550年、2600年和3900年左右進入準衛星狀態。
普林斯頓大學的理查德·戈特（Richard Gott）和愛德華·貝爾布魯諾（Edward Belbruno）推測2002 AA29可能是與地球和忒伊亚一起誕生的。忒伊亚是大碰撞理論中假設在早期與地球發生碰撞的天體。
這顆小行星的軌道讓太空船能輕易的前往，並從表面檢索岩石樣品帶回地球來分析。
- 从黄道北极看2002AA29和地球的轨道
- 从黄道侧面看2002AA29和地球的轨道
- 从地球来看，每95年会超越小行星一圈。此图展示了一个完整的95年周期。最近一次接近地球在2003年。

## 外部連結

### 文章
- MPEC 2003-A17 Archive.today的存檔，存档日期2012-12-10
- Earth Coorbital Asteroid 2002 AA29 （页面存档备份，存于）
- Research paper describing horseshoe orbits. （页面存档备份，存于） Recommend starting at page 105!

### 資料庫
- MPEC 2003-A17: 2002 AA29 Archive.today的存檔，存档日期2012-12-10
- Physical data for 2002 AA29 from the EARN Database
- Asteroid Orbital Elements Database （页面存档备份，存于） of the Lowell Observatory
- NASA JPL小天體瀏覽器上的2002 AA29